# ルイース・ルクスボー
ルイース・クナキ・ルクスボー（デンマーク語: Louise Knak Lyksborg、1988年1月17日 - ）は、デンマークのハンドボール選手。現在、スィルゲボー＝ヴォールKFUMに所属。
ユース、ジュニア、フルの各年代でハンドボールデンマーク女子代表に選出された経験を有している。フル代表では、2012年の欧州女子ハンドボール選手権に出場している。